# Gebietsagrarausschuss
Der Gebietsagrarausschuss (GAA) ist ein in dieser Form nur in Hessen existierendes Gremium auf Ebene der Landkreise, welches 1970 nach Abschaffung der Landwirtschaftskammer zur Zusammenarbeit zwischen Verwaltung und Vertretern des landwirtschaftlichen Berufsstandes geschaffen wurde. Gesetzliche Grundlage ist das Berufsstandmitwirkungsgesetz. Der GAA setzt sich aus verschiedenen Vertretern landwirtschaftlicher und gartenbaulicher Organisationen zusammen: Neben den Kreisbauernverbänden entsenden die Verbände der landwirtschaftlichen Fachschulabsolventen, die Landjugend, der Landfrauenverband, die Gewerkschaft Bauen, Agrar, Umwelt, der Hessische Gärtnereiverband und der Verband ökologischer Landbau Mitglieder in den Ausschuss und, soweit es in der Region Weinbau gibt, auch der Winzerverband. Der GAA wirkt mit bei Fragen der Berufsausbildung, insbesondere der Anerkennung von Ausbildungsbetrieben, der landwirtschaftlichen Förderung, bei flächenbezogenen Planungen u. Ä. Die Durchführung des Besetzungsverfahrens und die laufende Geschäftsführung wird von der örtlichen Landwirtschaftsverwaltung wahrgenommen. Der von den entsandten Mitgliedern gewählte Vorsitzende des GAA ist zugleich Kreislandwirt.